# Ihnkeburg
Die Ihnkeburg ist eine abgegangene Burg der ostfriesischen Häuptlingsfamilie Kankena südwestlich von Funnix in der Kreisstadt Wittmund in Niedersachsen.

## Geschichte
Die Ursprünge der Burg sind unklar, sie ist wahrscheinlich um 1400 errichtet worden. Der Erbauer dürfte nach dem Namen der Burg ein „Ine“ oder „Ineke“ gewesen sein, der aber nicht sicher identifiziert werden kann. Möglicherweise handelte es sich um Ineke Tannen to Wittmund, der 1441 in einer Fehde gegen die Cirksena den Tod fand. Die Burg war im Besitz der Häuptlinge von Wittmund. In der 2. Hälfte des 15. Jahrhunderts ist Eger Kankena als Besitzer der Burg bekannt. 1684 gehörte die Burg Anton Günther von Westerholt. In der 1. Hälfte des 18. Jahrhunderts gelangte der Besitz an die Familie Brants zu Wittmund.

## Beschreibung
Die Burg liegt südlich eines alten Arms des Wittmunder Tiefs. Die Burgstelle zeichnet sich heute als 1,5 m hohe Warft von 75 × 60 m Größe mit einem breiten, viereckigen Wassergraben ab. An der Stelle der Burg steht nur noch ein Gulfhaus von 1736. Dieses soll aber zumindest zum Teil auf älteren Fundamenten stehen.